# Associazione Calcio Femminile Torino 2011-2012
Questa voce raccoglie le informazioni riguardanti l'Associazione Calcio Femminile Torino nelle competizioni ufficiali della stagione 2011-2012.

## Divise e sponsor
La tenuta riproponeva lo schema di massima già utilizzato dal Torino maschile, ovvero maglia, con una striscia verticale bianca, e calzettoni granata con pantaloncini bianchi, per gli incontri casalinghi e a colori invertiti per le trasferte.
|  | 1ª divisa |  | 2ª divisa |

## Rosa
Rosa e ruoli, tratti dal sito Football.it.
| N. |                   | Ruolo | Calciatrice        |
| -- | ----------------- | ----- | ------------------ |
|    | Italia (bandiera) | P     | Stella Fusco       |
|    | Italia (bandiera) | P     | Arianna Ozimo      |
|    | Italia (bandiera) | P     | Federica Russo     |
|    | Italia (bandiera) | D     | Manuela Bosi       |
|    | Italia (bandiera) | D     | Francesca Coluccio |
|    | Italia (bandiera) | D     | Jessica Lettieri   |
|    | Italia (bandiera) | D     | Elisabetta Parodi  |
|    | Italia (bandiera) | D     | Eleonora Rosso     |
|    | Italia (bandiera) | D     | Cecilia Salvai     |
|    | Italia (bandiera) | D     | Greta Vallotto     |
|    | Italia (bandiera) | D     | Francesca Welter   |
|    | Italia (bandiera) | C     | Martina Ambrosi    |
|    | Italia (bandiera) | C     | Valeria Avalle     |

| N. |                   | Ruolo | Calciatrice       |
| -- | ----------------- | ----- | ----------------- |
|    | Italia (bandiera) | C     | Barbara Bonansea  |
|    | Italia (bandiera) | C     | Chiara Eusebio    |
|    | Svezia (bandiera) | C     | Sandra Fält       |
|    | Italia (bandiera) | C     | Annalisa Favole   |
|    | Italia (bandiera) | C     | Michela Franco    |
|    | Italia (bandiera) | C     | Erika Moretti     |
|    | Italia (bandiera) | C     | Simona Sodini     |
|    | Italia (bandiera) | C     | Giorgia Tudisco   |
|    | Italia (bandiera) | C     | Tatiana Zorri     |
|    | Cina (bandiera)   | A     | Rui Azzurra Guo   |
|    | Italia (bandiera) | A     | Sabrina Papapicco |
|    | Italia (bandiera) | A     | Erika Ponzio      |
|    | Italia (bandiera) | A     | Morena Spanu      |

## Calciomercato

### Sessione estiva
| Acquisti | Acquisti    | Acquisti         | Acquisti   |
| R.       | Nome        | da               | Modalità   |
| -------- | ----------- | ---------------- | ---------- |
| C        | Sandra Fält | Bardolino Verona | definitivo |

| Cessioni | Cessioni        | Cessioni | Cessioni   |
| R.       | Nome            | a        | Modalità   |
| -------- | --------------- | -------- | ---------- |
| C        | Martina Rosucci | Brescia  | definitivo |

## Risultati

### Serie A

#### Girone di andata
| Arbitro: | Stefano Cortinovis (Bergamo) |

|  |           |                                        |
|  | Marcatori | 35’ Spanu 53’ (aut.) Vitale 92’ Sodini |

| Arbitro: | Simone Acquapendente (Genova) |

|  |           |                            |
|  | Marcatori | 4’, 51’ Panico 58’ Fuselli |

| Arbitro: | Andrea Giudici (Legnano) |

|          |           |                       |
| Erba 42’ | Marcatori | 65’ Sodini 92’ Avalle |

| Arbitro: | Claudio Gualtieri (Asti) |

|              |           |  |
| Bonansea 35’ | Marcatori |  |

| Arbitro: | Luca Noè Marseglia (Milano) |

|  |           |                 |
|  | Marcatori | 30’, 92’ Sodini |

| Arbitro: | Gianluca Bariola (Piacenza) |

|  |           |                           |
|  | Marcatori | 32’ Camporese 87’ Tuttino |

| Arbitro: | Alex Cavallina (Parma) |

|                          |           |                  |
| Tudisco 14’ Bonansea 61’ | Marcatori | 79’ Zandomenichi |

| Arbitro: | Kether Del Toso (Maniago) |

|                                        |           |  |
| Rocha 21’ Carissimi 30’ Gabbiadini 67’ | Marcatori |  |

| Arbitro: | Roberto Basile (Genova) |

|  |           |                                       |
|  | Marcatori | 43’ Rosucci 53’ Ferrandi 84’ Sabatino |

| Arbitro: | Ameglio Menguzzo (Arezzo) |

|  |           |          |
|  | Marcatori | 5’ Spanu |

| Arbitro: | Matteo Gualtieri (Asti) |

|  |           |                                |
|  | Marcatori | 3’, 70’ Milenkovič 14’ Zanetti |

| Arbitro: | Andrea Zingarelli (Siena) |

|  |           |                      |
|  | Marcatori | 10’ Zorri 65’ Sodini |

| Arbitro: | Stefano Comunian (Biella) |

|                                            |           |                                      |
| Bosi 11’ Zorri 20’ Bonansea 27’ Sodini 51’ | Marcatori | 14’, 77’ Guagni 16’ Bruno 93’ Brutti |

#### Girone di ritorno
| Arbitro: | Francesco Savalla (Novara) |

|                                |           |  |
| Sodini 40’ (rig.) Bonansea 93’ | Marcatori |  |

| Arbitro: | Alberto Renna (Carbonia) |

|                                 |           |  |
| Fuselli 16’ Tona 54’ Panico 59’ | Marcatori |  |

| Arbitro: | Luca Torsello (Nichelino) |

|                      |           |  |
| Zorri 25’ Sodini 28’ | Marcatori |  |

| Arbitro: | Davide Curti (Milano) |

|           |           |  |
| Mauri 32’ | Marcatori |  |

| Arbitro: | Claudio Gualtieri (Asti) |

|                                 |           |                               |
| Zorri 13’ Bosi 71’ Bonansea 75’ | Marcatori | 4’ Mariani 59’ Tucceri Cimini |

| Arbitro: | Fabio Cappelletto (Schio) |

|                                                   |           |                   |
| Camporese 5’, 27’, 68’ Di Filippo 42’ Bonetti 91’ | Marcatori | 74’ (rig.) Sodini |

| Arbitro: | Riccardo Turchet (Pordenone) |

|                                       |           |                   |
| Capovilla 27’, 34’ Santacatterina 78’ | Marcatori | 31’, 93’ Bonansea |

| Arbitro: | Roberto Basile (Genova) |

|  |           |             |
|  | Marcatori | 90’ Girelli |

| Arbitro: | Lorenzo Dalla Palma (Milano) |

|                                 |           |                                     |
| Boni 35’ Sabatino 48’, 80’, 82’ | Marcatori | 10’ Salvai 93’ Bonansea 95’ Moretti |

| Arbitro: | Mario Berger (Pinerolo) |

|                     |           |             |
| Sodini 5’ Zorri 44’ | Marcatori | 62’ Cunsolo |

| Arbitro: | Alberto Sartori (Conselve) |

|                            |           |              |
| Milenkovič 16’ Zanetti 38’ | Marcatori | 25’ Bonansea |

| Arbitro: | Claudio Gualtieri (Asti) |

|                                     |           |         |
| Sodini 2’, 30’, 31’, 75’ Salvai 35’ | Marcatori | 60’ Duò |

| Arbitro: | Nicolò Cipriani (Empoli) |

|  |           |                                        |
|  | Marcatori | 8’, 60’ Bonansea 11’ Sodini 52’ Franco |

### Coppa Italia

#### Primo turno
| Cuneo 25 settembre 2011, ore 15:30 (CEST) | Cuneo San Rocco | 1 – 4 | Torino | Stadio Fratelli Paschiero |

#### Secondo turno
| Torino 2 ottobre 2011, ore 15:00 (CEST) | Juventus Torino | 1 – 5 | Torino | Stadio Primo Nebiolo |

#### Ottavi di finale
| Torino | Torino | 4 – 3 | Como 2000 | Stadio Primo Nebiolo |

#### Quarti di finale
| Arbitro: | Alessandro Meleleo (Casarano) |

|                                                                   |           |              |
| Cernoia 10’ Sabatino 52’ Schiavi 68’ Pedretti 71’ Alborghetti 89’ | Marcatori | 86’ Bonansea |

## Statistiche

### Statistiche di squadra
| Competizione | Punti | In casa | In casa | In casa | In casa | In casa | In casa | In trasferta | In trasferta | In trasferta | In trasferta | In trasferta | In trasferta | Totale | Totale | Totale | Totale | Totale | Totale | DR |
| Competizione | Punti | G       | V       | N       | P       | Gf      | Gs      | G            | V            | N            | P            | Gf           | Gs           | G      | V      | N      | P      | Gf     | Gs     | DR |
| ------------ | ----- | ------- | ------- | ------- | ------- | ------- | ------- | ------------ | ------------ | ------------ | ------------ | ------------ | ------------ | ------ | ------ | ------ | ------ | ------ | ------ | -- |
| Serie A      | 40    | 13      | 7       | 1       | 5       | 21      | 21      | 13           | 6            | 0            | 7            | 21           | 22           | 26     | 13     | 1      | 12     | 42     | 43     | -1 |
| Coppa Italia | -     | 1       | 1       | 0       | 0       | 4       | 3       | 3            | 2            | 0            | 1            | 10           | 7            | 4      | 3      | 0      | 1      | 14     | 10     | +4 |
| Totale       | -     | 14      | 8       | 1       | 5       | 25      | 24      | 16           | 8            | 0            | 8            | 31           | 29           | 30     | 26     | 1      | 13     | 56     | 53     | +3 |